# Аль-Нуман ибн Мукрин
 Ан-Нуман ибн Мукаррин  (араб. النعمان بن مقرن‎; умер в декабре 641) — сподвижник исламского пророка Мухаммеда. Он был вождем племени Бану Музайна. Племя Бану Музайна находилось на некотором расстоянии от Медины, на караванном пути, который связывал город с Меккой.

## Биография
У Ан-Нумана было несколько братьев, и все они были опытными солдатами. Во время правления Первого праведного халифа Абу Бакра (годы правления 632–634) Ан-Нуман и его семья сыграли важную роль в прекращении вероотступнических войн. Они сражались под командованием Халида бин Валида в войнах в Ираке, а позже Ан-Нуман сражался под командованием Саада ибн Абу Ваккаса. После битвы при Каскаре Нуман был назначен администратором округа Каскар.
Ан-Нуман был недоволен гражданским назначением и написал Второму праведному халифу Умару ибн аль-Хаттабу (р. 634–644) с просьбой о действительной службе. В кампании против персов, сосредоточенных в битве при Нихаванде, Умар назначил Ан-Нумана командующим мусульманской армией. Он был убит во время второй фазы битвы при Нихаванде в третьей неделе декабря 641 года.